# Aktivitet (kemi)
Aktivitet (även reaktiv massa eller aktiv massa) är inom kemi den reaktiva substansmängden vid en reaktion.
Aktiviteten kan ses som den effektiva koncentrationen som verkar i en reaktion och är approximativt proportionell med koncentrationen. För att särskilja koncentration och aktivitet av ett ämne X, betecknas koncentrationen [X] och aktiviteten {X}. Koncentration betecknas ofta med c samt aktivitet med a. 
Aktiviteten av ett ämne X kan beskrivas som det aktuella tillståndet för detta ämne jämfört med ett tänkt standardtillstånd för samma ämne. 

## Några minnesregler
Aktiviteten är förhållandet mellan något tillstånd och motsvarande standardtillstånd.
Aktiviteten för rena fasta, flytande och gasformiga ämnen = 1.
Aktiviteten för lösningar är samma som mätetalet för koncentrationen.

## Formell behandling
Aktiviteten a kan approximeras med massverkans lag, enligt vilken aktiviteten är proportionell mot koncentrationen {\displaystyle c} enligt 
{\displaystyle a=\gamma c}
där {\displaystyle c=n/V} är substansens koncentration (mol/dm3) och γ aktivitetskoefficienten. För en reaktion
{\displaystyle \nu _{1}A_{1}+...+\nu _{s}A_{s}=0}
där
{\displaystyle \nu _{r}<0}    {\displaystyle (r=1,...,i-1)}
{\displaystyle \nu _{r}>0}    {\displaystyle (r=i,...,s),}
motsvarande reaktionen
{\displaystyle \sum _{r=0}^{i-1}|\nu _{r}|A_{r}\rightarrow \sum _{r=i}^{s}\nu _{r}A_{r},}
är produkten av de ingående och producerande ämnenas aktiviteter given av
{\displaystyle Q=\prod _{r=1}^{s}a_{r}^{\nu _{r}}={\frac {a_{i}^{\nu _{i}}\cdot ...a_{s}^{\nu _{s}}}{a_{1}^{|\nu _{1}|}\cdot ...a_{i-1}^{|\nu _{i-1}|}}}.}